# Atef Ben Hassine

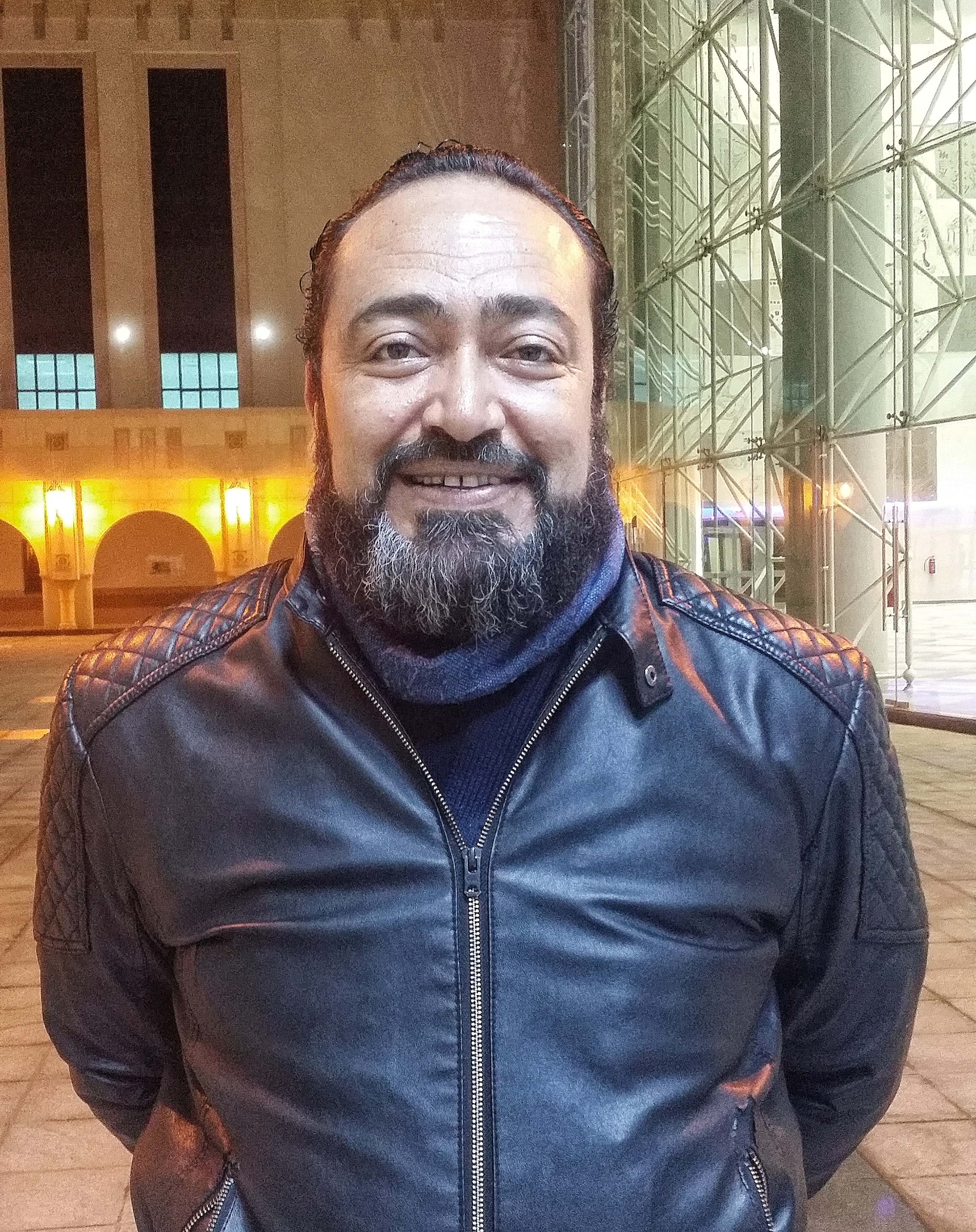
Atef Ben Hassine, 2018

Atef Ben Hassine (arabisch عاطف بن حسين, DMG ʿĀṭif Bin Ḥusain; * 17. August 1974 in Chebba) ist ein tunesischer Schauspieler und Regisseur.

## Theater

### Als Komödiant
- 1996: Temps perdu – Inszenierung  Moez Turki und Nejib Abdelmoula
- 1997: Le Balcon – Inszenierung Hedi Abbes
- 1998: Quamria – Inszenierung  Ridha Boukadida und Fethi Akkari
- 1999: Bahja – Inszenierung Mohamed Mounir Argui
- 2001: Ici Tunis – Inszenierung Taoufik Jebali
- 2003: Les Palestiniens – Inszenierung Jean Genet und Taoufik Jebali
- 2004: Les Voleurs de Bagdad – Inszenierung Taoufik Jebali
- 2009: Fraute de frappe – Inszenierung  Houssem Sahli

### Als Autor und Theaterregisseur
- 2001: Légendes
- 2005: État civil
- 2007: Copie non conforme
- 2011: Intox
- 2012: Nicotine

## Filmografie

### Filme
- 1998: Single (Kurzfilm)
- 2004: Ordure (Kurzfilm)
- 2010: Chak-Wak (Kurzfilm)
- 2012:  Amère patience (Suçon)

### Fernsehserien
| Jahr      | Serie                            | Regisseur        | Rolle                         |
| --------- | -------------------------------- | ---------------- | ----------------------------- |
| 2000      | Ya Zahra Fi Khayali              | Abdelkader Jerbi | Khaled                        |
| 2003      | Chez Azaiez                      | Slaheddine Essid | Kunde                         |
| 2008–2009 | Maktoub                          | Sami Fehri       | Choukri Ben Nfisa alias Choko |
| 2010      | Casting                          | Sami Fehri       |                               |
| 2012      | Pour les beaux yeux de Catherine | Hamadi Arafa     | Arbi                          |
| 2013      | Njoum Ellil                      | Madih Belaïd     | Taleb                         |
| 2014      | Naouret El Hawa                  | Madih Belaïd     | Ammar                         |
| 2015      | Awled Moufida                    | Sami Fehri       | Mounir                        |
| 2015      | Le Risque                        | Nasreddine Shili | Salmane El Khafi              |
| 2016      | Warda w Kteb                     | Ahmed Rajab      | Nejib Cheikher                |
| 2016      | Bolice 2.0                       | Majdi Smiri      | Gastauftritt                  |
| 2017      | Lemnara                          | Lui-même         | Joe                           |
| 2019      | Ali Chouerreb (Staffel 2)        | Madih Belaid     | Bechir                        |